# Клан Семпілл

Герб вождів клану Семпілл.

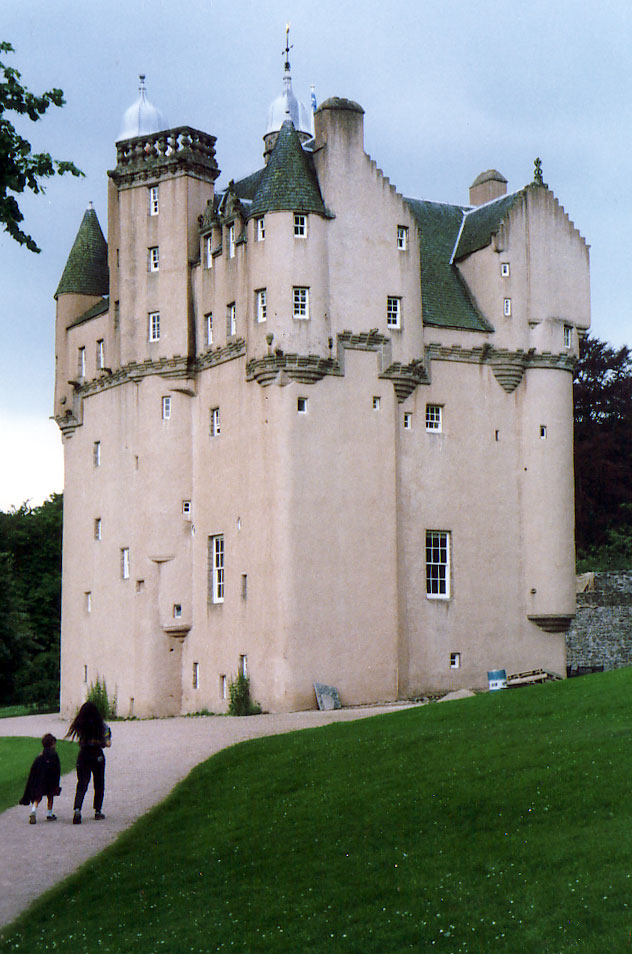
Замок Крейгівар - резиденція вождів клану Семпілл.

Клан Семпілл (шотл. - Clan Sempill) - один з кланів рівнинної частини Шотландії - Лоулендсу. 
Гасло клану: Продовжуй спроби
Землі клану: Ренфрюшир
Вождь клану: Високоповажний Джеймс Вільям Стюарт Вітмор Семпілл - XXI лорд Семпілл
Резиденція вождя клану: Замок Крейгівар (шотл. - Craigievar Castle)
Історична резиденція вождя клану: Замок Семпл (шотл. - Castle Semple)

## Історія клану Семпілл

### Походження клану Семпілл
Клан з назвою Семпілл був відомий у Ренфрюширі починаючи з XII століття, але походження і цієї назви і самого клану лишаються неясними. Є припущення, що назва походить від слів «Святий Павло» - але це видається малоймовірним. Інше припущення, що ця назва перекладається словами «простий» або «скромний» теж видається малоймовірним - сумнівно, що засновник клану носив таке ім'я і вирішив його увіковічити у назві клану.  
У 1246 році Роберт де Семпілл згадується в королівській грамоті щодо земельної власності абатства Пейслі як свідок. Пізніше як камергер він також був свідком грамоти графа Леннокса.

### XIV століття - війна за незалежність Шотландії
Під час війни за незалежність Шотландії Роберт де Семпілл та два його сини - Роберт та Томас підтримали Роберта Брюса - майбутнього короля незалежної Шотландії. За це вони потім були нагороджені землями. Старший син отримав у володіння всі землі навколо Ларгс в Ейрширі, що були конфісковані в англійського ставленика Баліоля. Молодший син - Томас отримав половину земель Лонгніддрі. 
У 1344 році клан отримав у власність землі Еліотсоун. 

### XV - XVI століття
Сер Томас Семпілл загинув під час війни з Англією воюючи в армії короля Шотландії Джеймса III під час битви під Сочіберн у 1488 році. Його єдиний син Джон Семпілл успадкував землі та маєтки. Джон Семпілл отримав титул лорда від короля Джеймса IV. У 1505 році Джон Семпілл збудував церкву в монастирі Лохвінох. Він також перебудував замок, що стояв у східній частині озера, який він перейменував у замок Семпілл. Джон Семпілл загинув у битві під Флодден у 1513 році воюючи в лавах короля Шотландії. 
Джону Сепліллу успадкував його син Вільям, що отримав королівську грамоту на землі і титули за сприяння регента Олбані. Вільям Семпілл був на заручинах  Мері - королеви Шотландії та родича Генріха VIII - короля Англії. 
Син Вільяма Семпілла - Роберт Семпілл отримав посаду каштеляна замку Дуглас, потрапив у полон під час битви під Пінкі Клев у 1547 році. 
Роберт Семпілл ввійшов в історію як «Великий лорд Семпілл». Він підтримував королеву-регентку Марію де Гіз, що була вдовою короля Шотландії Джеймса V. Роберт Семпілл був в опозиції до тодішньої більшості шотландських аристократів, що підтримали Реформацію. Цим він нажив багато смертельних ворогів, що просто почали проти нього війну. Він був вірним прихильником королеви Марії Стюарт до смерті лорда Дарнлі. Потім він став прихильником коаліції, що виступила проти Марії Стюарт і посадила на трон її малолітнього сина - короля Джеймса VI. Роберт Семпілл воював проти королеви і брав участь у битві під Карберрі Хілл. Він був одним з тих вождів шотландських кланів, що підписали ордер на арешт королеви, що перебувала в замку Лох-Левен. Він очолив передовий загін армії Регента Мореї під час битви під Лангсайд у 1568 році. За це він був нагороджений землями в абатстві Пейслі. Але його повелитель - регент Мореї був вбитий у 1570 році і Роберт Семпілл був кинутий за ґрати, хоча був випущений через рік. 
Син Роберта Семпілла - Джон Семпілл мав слугу-танцюриста, якого він бичував за якусь провину. Цим слугою був відомий в майбутньому реформатор шотландської церкви Джон Нокс. Джон Семпілл був звинувачений у «державній зраді» і засуджений до смертної кари шляхом повішення. Але вирок був пом'якшений - його кинули в тюрму, але потім звільнили. 
У 1572 році Джону Семпіллу успадкував його старший зведений брат Роберт Семпілл, що став IV лордом Семпілл. Роберт Семпілл брав участь у хрещенні принца Генрі в 1594 році і був присутній на королівському бенкеті в великому залі замку Стерлінг. Він отримав посаду таємного радника короля Шотландії Джеймса VI і був відправлений в Іспанію як посол. Пізніше Роберт Семпілл відмовився від католицької віри і від усіх державних посад. 

### XVII століття
Під час Громадянської війни на Британських островах Роберт Семпілл - VI лорд Семпілл підтримав роялістів, за це був переслідуваний республіканцями та ковенанторами, був оштрафований на велику суму. VIII лорд Семпілл прийняв протестантизм. Він був першим вождем клану Семпілл, що був депутатом парламенту. Він помер у 1684 році. На посаді вождя клану його змінила Анна Семпілл. 

### XVIII століття
Старший син Анни - Френсіс Семпілл став Х лордом Семпілл. Він був запеклим противником союзу з Англією. Він помер холостим, не мав дітей, йому успадкував його брат Джон Семпілл. Джон Семпілл підтримав британський уряд Ганноверської династії під час повстання якобітів в 1715 році. Джон також помер неодруженим і титул перейшов до його брата Хью Семпілла, що був професійним військовим. Хью Семпілл воював в скаладі британської армії на континенті. У 1746 році він командував полком британської армії під час битви під Куллоден з шотландськими повстанцями. 